# آندریا قزی
آندریا قزی (انگلیسی: Andrea Ghezzi؛ زادهٔ ۲ مارس ۲۰۰۱) بازیکن فوتبال اهل ایتالیا است.
از باشگاه‌هایی که در آن بازی کرده‌است می‌توان به باشگاه فوتبال برشا اشاره کرد.